# Władysław Rząb
Władysław Rząb (ur. 18 maja 1910 w Zgierzu, zm. 13 sierpnia 1992 tamże) – polski malarz, grafik, rzeźbiarz.

## Życiorys
Od dziecka zdradzał zamiłowanie i talent do plastyki i muzyki. Z uwagi na trudne warunki ekonomiczne nie mógł jednak swobodnie rozwijać swoich zainteresowań. W 1939 roku brał udział w kampanii wrześniowej, trafił do niewoli a następnie został wywieziony na przymusowe roboty do Niemiec. Po wojnie otrzymał stypendium i przez trzy lata pobierał nauki w łódzkiej pracowni malarskiej prof. Adama Rychtarskiego. Od początku lat 60. brał regularnie udział w licznych wystawach tak zwanej sztuki amatorskiej. W 1986 roku otrzymał uprawnienia do wykonywania zawodu artysty plastyka (został członkiem ZPAP).

## Twórczość
Twórczość Władysława Rząba zaliczana jest do tak zwanej sztuki nieprofesjonalnej (Art Brut), choć w przypadku tego artysty jest to podział sztuczny. Styl Władysława Rząba jest niepowtarzalny i indywidualny – łatwo rozpoznawalny – zbliżony do nurtu ekspresyjnego. Tematyka: portrety, życie codzienne, Zgierz

## Wystawy indywidualne, ważniejsze wystawy ogólnopolskie, wystawy sztuki polskiej za granicą
| Rok         | Wystawa | Miejsce                                                                                     |
| 1961        | III Konkurs Twórczości Amatorskiej                                                                             | Łódź (I Nagroda)                                                                            |
| 1961 – 1983 | Władysław Rząb – malarstwo (6 wystaw indywidualnych)                                                           | Łódzki Dom Kultury, Łódź                                                                    |
| 1962        | IV Konkurs Twórczości Amatorskiej                                                                              | Łódź (I Nagroda)                                                                            |
| 1965        | V Wystawa Pokonkursowa Plastyków Amatorów, Plastycy Amatorzy w XX-leciu PRL (V Konkurs Twórczości Amatorskiej) | Łódzki Dom Kultury, Łódź (I Nagroda w dziedzinie malarstwa)                                 |
| 1965        | Władysław Rząb – malarstwo                                                                                     | Teatr Nowy, Łódź                                                                            |
| 1966 – 1984 | Władysław Rząb – malarstwo, rzeźba, grafika (6 wystaw indywidualnych)                                          | Zgierz                                                                                      |
| 1967        | Polskie malarstwo naiwne                                                                                       | Rzym, Stuttgart, Norymberga                                                                 |
| 1967        | I Ogólnopolska Wystawa Amatorów "Człowiek, praca, wypoczynek"                                                  | Pałac Kultury i Nauki, Stara Kordegarda, Warszawa (Nagroda w dziedzinie malarstwa)          |
| 1967        | VI Konkurs Twórczości Amatorskiej                                                                              | Łódź (I Nagroda)                                                                            |
| 1969        | VII Konkurs Twórczości Amatorskiej                                                                             | Łódź (II Nagroda)                                                                           |
| 1970        | Władysław Rząb – malarstwo                                                                                     | Teatr Nowy, Łódź                                                                            |
| 1971        | VIII Konkurs Twórczości Amatorskiej                                                                            | Łódź (II Nagroda, Wyróżnienie za wybitne osiągnięcia i indywidualność twórczą)              |
| 1971        | Władysław Rząb – malarstwo, rzeźba                                                                             | Klub Międzynarodowej Prasy i Książki, Łódź                                                  |
| 1972        | Władysław Rząb – malarstwo                                                                                     | Klub „Hermes”, Łódź                                                                         |
| 1974        | II Ogólnopolska Wystawa Amatorów                                                                               | Szczecin                                                                                    |
| 1974        | I Triennale Plastyki Nieprofesjonalnej                                                                         | Wojewódzki Dom Kultury, Szczecin (I Nagroda)                                                |
| 1975        | IX Konkurs Twórczości Amatorskiej                                                                              | Łódź (I Nagroda)                                                                            |
| 1975        | Władysław Rząb – malarstwo, rzeźba                                                                             | Radomsko, Piotrków Trybunalski                                                              |
| 1977        | Konkurs Twórczości amatorskiej                                                                                 | Zgierz (I Nagroda specjalna)                                                                |
| 1977        | II Triennale Plastyki Nieprofesjonalnej                                                                        | BWA Wrocław (Nagroda)                                                                       |
| 1980        | III Triennale Plastyki Nieprofesjonalnej                                                                       | COMUK, Warszawa                                                                             |
| 1980        | Władysław Rząb – malarstwo                                                                                     | Dzielnicowy Dom Kultury oraz Galeria Sztuki Współczesnej DESA, Łódź                         |
| 1982        | Wojewódzki Przegląd Plastyki Nieprofesjonalnej                                                                 | Łódzki Dom Kultury, Łódź (I Nagroda w dziedzinie malarstwa)                                 |
| 1983        | Władysław Rząb – malarstwo, grafika                                                                            | Radom                                                                                       |
| 1983        | IV Triennale Plastyki Nieprofesjonalnej                                                                        | Lipsk (Nagroda)                                                                             |
| 1985        | „Talent, Pasja, Intuicja”                                                                                      | Muzeum Okręgowe w Radomiu, Radom                                                            |
| 1986        | V Ogólnopolski Konkurs Graficzny im. J. Gielniaka                                                              | Jelenia Góra                                                                                |
| 1986        | Ogólnopolska Wystawa „Tematy Muzyczne w Malarstwie”                                                            | Salon BWA Tarnów (Wyróżnienie)                                                              |
| 1986        | XIII Ogólnopolski Konkurs Malarski na Obraz im. J. Spychalskiego                                               | Poznań                                                                                      |
| 1986        | ”Deformacja, Kontrasty Faktura – malarstwo, grafika i rzeźba Władysława Rząba"                                 | Zgierska Galeria Sztuki, Zgierz                                                             |
| 1987        | IV Triennale „Prezentacja Portretu Współczesnego”                                                              | Wystawa międzynarodowa, Muzeum Okręgowe, Radom                                              |
| 1987        | II Ogólnopolski Konkurs Plastyczny „Prowincja”                                                                 | Salon BWA, Włocławek                                                                        |
| 1987        | Wystawa Pokonkursowa Malarstwa „Łódź – Portret Miasta”                                                         | Salon Sztuki Współczesnej, Łódź (Wyróżnienie Wydziału Kultury i Sztuki Urzędu Miasta Łodzi) |
| 1988        | Wystawa Poplenerowa, XIII Ogólnopolski Plener Malarski                                                         | Ręczno 88                                                                                   |
| 1988        | Władysław Rząb – malarstwo, grafika, rzeźba                                                                    | BWA Łódź                                                                                    |
| 2005        | „Talent, Pasja, Intuicja II”                                                                                   | Muzeum im. Jacka Malczewskiego w Radomiu, Państwowe Muzeum Etnograficzne w Warszawie        |
| 2005        | Świat według Rząba                                                                                             | Muzeum Historii Miasta Łodzi, Pałac Poznańskich, Łódź                                       |
| 2005        | Władysław Rząb, malarstwo, grafika, rzeźba                                                                     | ga ga galeria, Warszawa                                                                     |
| 2005        | Władysław Rząb, malarstwo, grafika, rzeźba                                                                     | Muzeum Polskie w Rappeswilu, Szwajcaria                                                     |
| 2012        | Władysław Rząb – malarstwo, grafika, rzeźba, rysunek                                                           | Muzeum Miasta Zgierza, Zgierz                                                               |
| 2013        | Władysław Rząb – malarstwo, grafika, rzeźba                                                                    | Muzeum Podhalańskie, Nowy Targ                                                              |

## Muzea mające w zbiorach prace Władysława Rząba
- Muzeum Śląskie
- Muzeum Miasta Zgierza
- Muzeum Sztuki Ludowej w Otrębusach
- Muzeum Miasta Łodzi
- Muzeum im. Jacka Malczewskiego w Radomiu
- Muzeum Etnograficzne im. Seweryna Udzieli w Krakowie

## Upamiętnienie
W 2005 jedna z ulic w Zgierzu otrzymała imię Władysława Rząba.